# Lake Sibthorpe
Der Lake Sibthorpe ist ein sehr flacher See an der Ingrid-Christensen-Küste des ostantarktischen Prinzessin-Elisabeth-Lands. In den Larsemann Hills liegt er nordwestlich der Progress-Station und etwa 700 m südöstlich der Law-Racoviță-Station.
Das Antarctic Names Committee of Australia benannte ihn 1988. Namensgeber ist Richard Sibthorpe, Funktechniker auf der Davis-Station im Jahr 1986.